# Till smärtan
"Till smärtan" är en av Dan Anderssons efterlämnade dikter, troligen skriven under författarens dödsår 1920.
Dikten tonsattes av Ture Rangström 1924.